# St. Helena, Kalifornien
St. Helena är en stad (city) i Napa County, i delstaten Kalifornien, USA. Enligt United States Census Bureau har staden en folkmängd på 5 884 invånare (2011) och en landarea på 12,9 km².

## Kända personer från St. Helena
- Terry Erwin, entomolog
- Mike Thompson, politiker